# Ismat Chughtai
Ismat Chughtai, née le 15 ou 21 août 1911 ou 1915 à Badaun dans l'Uttar Pradesh et morte le 24 octobre 1991 à Bombay, est une femme de lettres indienne.

## Biographie
Féministe, Ismat Chugtai est la première femme indienne à obtenir une licence de lettres et à devenir enseignante.
Elle écrit en ourdou et en anglais.

## Œuvres
- Le Quilt, éditions des femmes, 1991.
- (en) The heart breaks free & The wild one, éd. Kali for Women, 1996.
- (en) The crooked line, éd. Kali for Women, 2000.
- (en) My friend, my enemy. Essays, reminiscences, portraits, éd. Kalifor Women, 2001.
- (en) Lifting the Veil, Penguin Books, 2001.
- (en) A Chughtai Collection, Sama Publishing, 2005.
- (en) Life in words. Memoirs, Penguin Books, 2012[8],[9].